# أولريش فابلر
أولريش فابلر (بالألمانية: Ulrich Gabler)‏ هو أستاذ جامعي ومهندس ورائد أعمال ألماني، ولد في 1 أكتوبر 1913 في برلين في ألمانيا، وتوفي في 24 فبراير 1994 في لوبيك في ألمانيا.

## وصلات خارجية
- أولريش فابلر على موقع IMDb (الإنجليزية)
- أولريش فابلر على موقع قاعدة بيانات الفيلم (الإنجليزية)
- أولريش فابلر على موقع ليتربوكسد (الإنجليزية)